# Coracina novaehollandiae
Coracina novaehollandiae là một loài chim trong họ Campephagidae.
Loài này sinh sống tại Australia, quần đảo Solomon và miền nam New Guinea. Nó phân bố rộng khắp trong gần như bất kỳ môi trường sống đồng rừng nào trong phạm vi sinh sống, ngoại trừ trong các rừng mưa. Nó cũng có thể xuất hiện trong khu vực đô thị và được nhìn thấy khá phổ biến trên các đường dây truyền tải điện ở các đô thị tại Australia, như Sydney và Perth.

## Phân loại
Coracina novaehollandiae được nhà tự nhiên học người Đức Johann Friedrich Gmelin mô tả lần đầu năm 1789. Người Yindjibarndi ở miền trung và miền tây Pilbara gọi loài này là julgira; khi bắt được chim họ sẽ cắt bớt lông cánh của chúng và nuôi như là chim cảnh.

## Mô tả
Chim trưởng thành có lông ở phần mặt và họng màu đen, phần lưng màu xám còn phần bụng màu trắng, với mỏ hơi cong. Chúng dài 32 đến 34 xentimét (12,6 đến 13,4 in). Chúng là chim di chuyển chậm và kín đáo, với tiêng kêu nhức óc.

## Tập tính
Thức ăn của chúng là côn trùng và ấu trùng của chúng, sâu bướm hoặc động vật không xương sống khác. Chúng có thể bắt mồi khi bay hoặc bằng cách tìm kiếm trong tán lá. Ngoài ra chúng cũng ăn quả và hạt.
Mùa sinh sản chủ yếu từ tháng 8 đến tháng 2 năm sau. Cả chim trống lẫn chim mái cùng làm tổ, với tổ khá nhỏ. Chim non rời tổ sau khoảng 3 tuần kể từ khi nở. Chúng trông giống chim trưởng thành, nhưng phần lông đen trên mặt chỉ như là vằn màu đen quanh mắt.
Ngoài mùa sinh sản chúng di chuyển thành đàn tới cả trăm con. Chúng có thể là chim không di trú hoặc chỉ di trú một phần. Do sự khác biệt giữa các quần thể khu vực tại Australia là không đáng kể nên rất khó xác định các quần thể này di chuyển đi đâu trong mùa đông.

## Phân loài
- C. n. subpallida Mathews, 1912: Tây trung Australia.
- C. n. melanops (Latham, 1801): Tây nam, nam, bắc và đông Australia.
- C. n. novaehollandiae (Gmelin, 1789): Tasmania và các đảo trong eo biển Bass.

## Hình ảnh

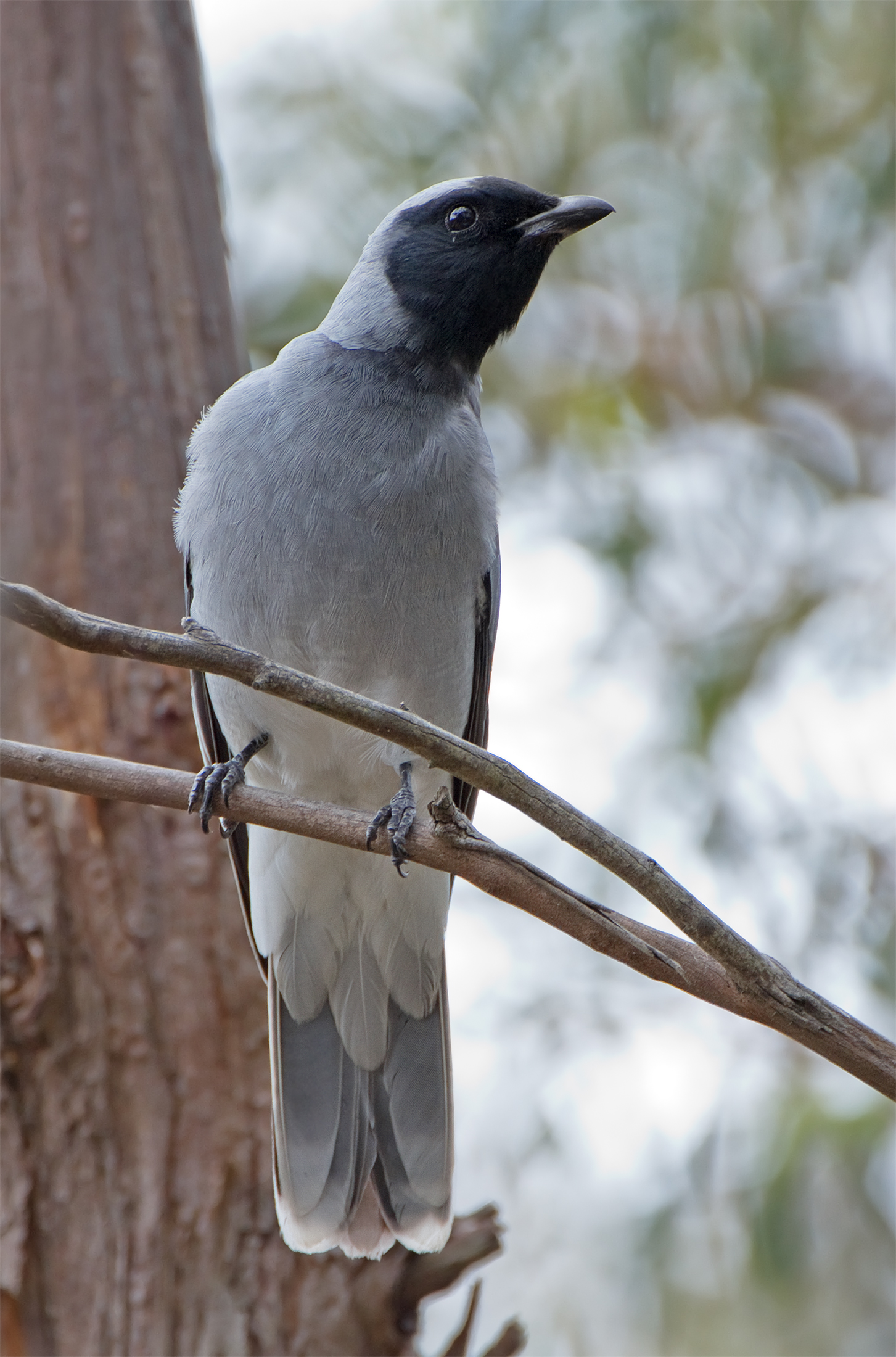
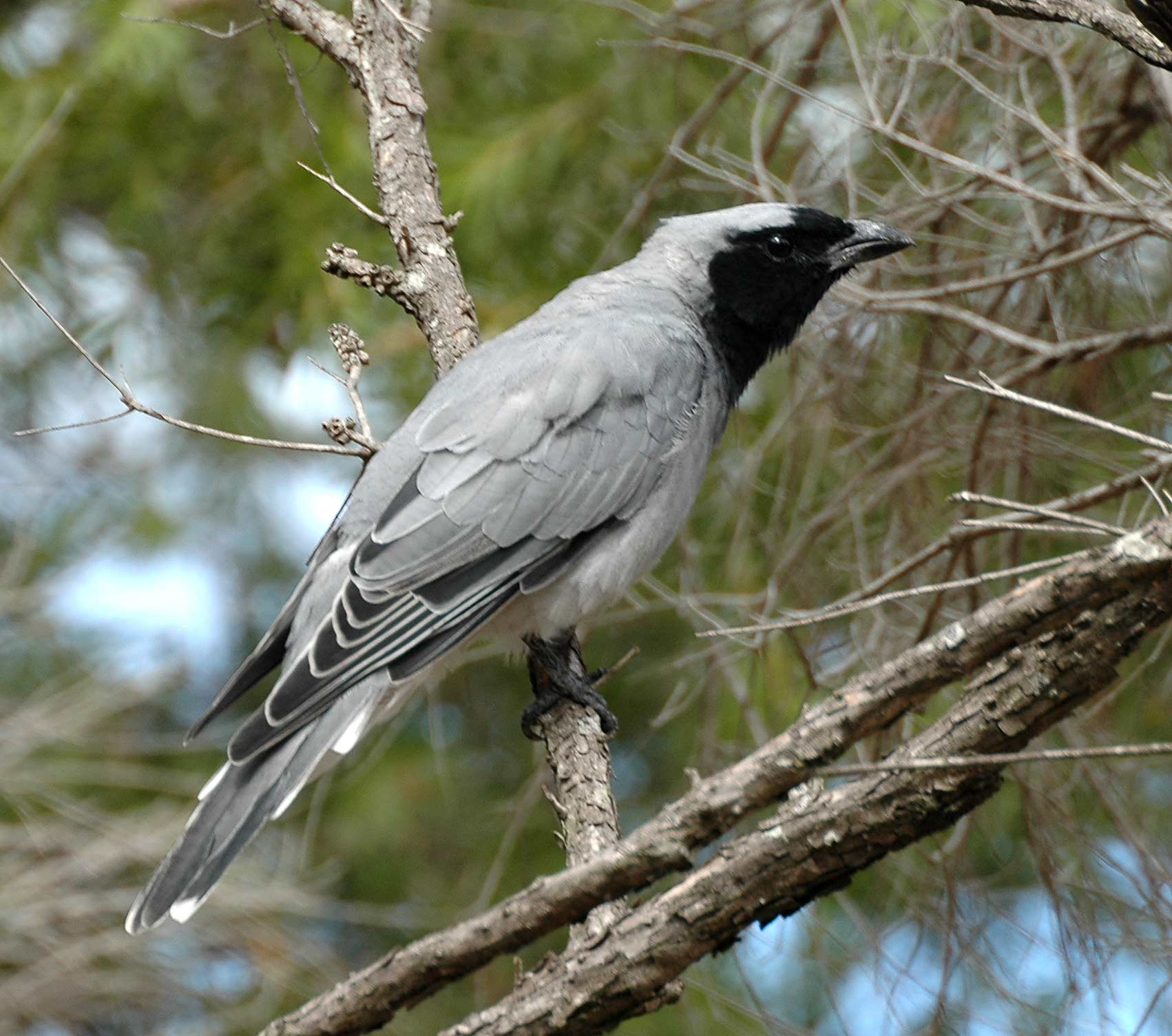
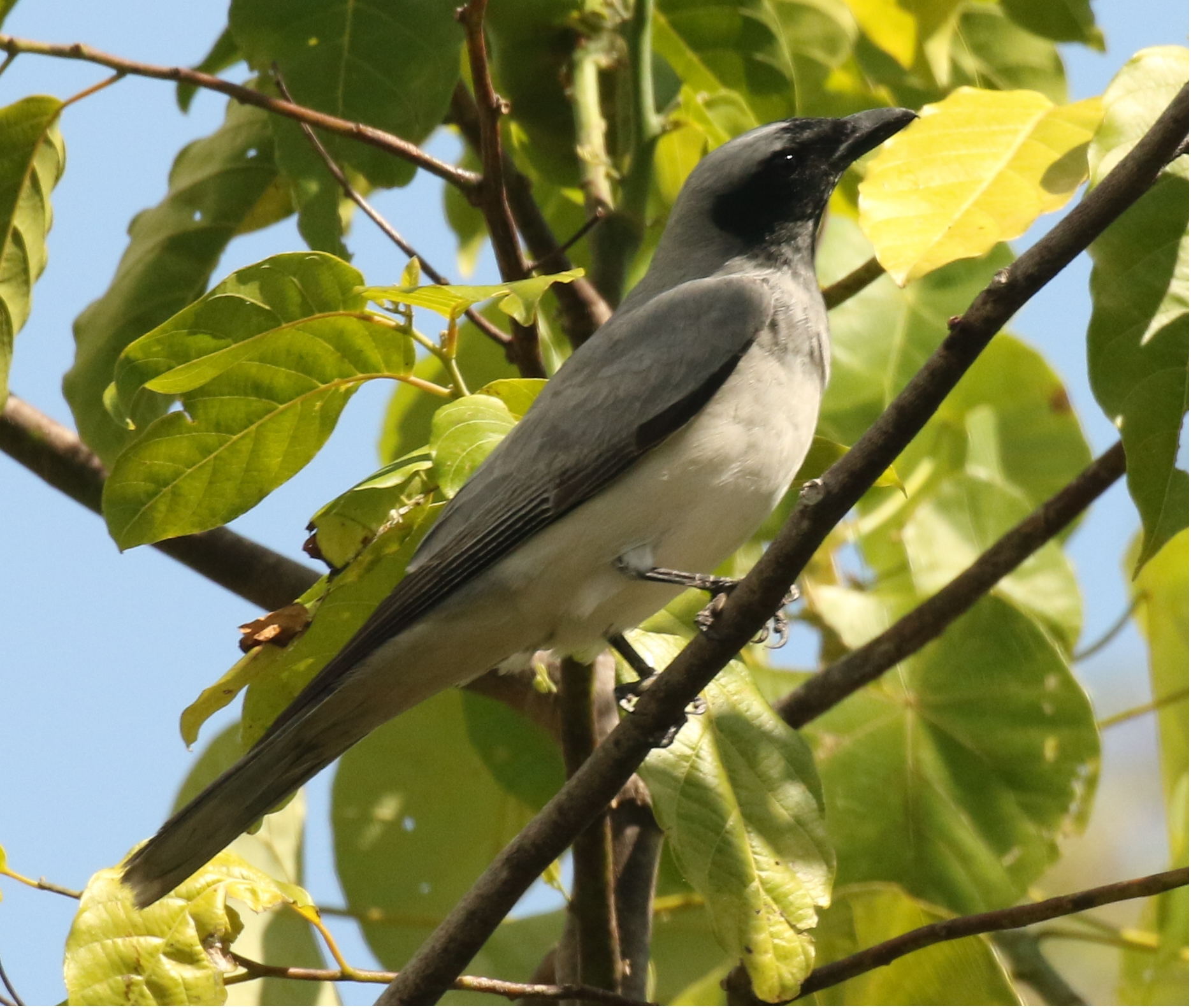